# Cam (nước)
Cam là một nước chư hầu thời Tây Chu, nay thuộc địa phận huyện Hộ tỉnh Thiểm Tây và cũng là một nước chư hầu thời Xuân Thu, nay thuộc địa phận huyện Nguyên Dương, tỉnh Hà Nam. Đô thành của nước Cam là ấp Cam thời cổ đại, nguyên là đất của tộc Hữu Hỗ thị thời Hạ.